# Scar Tissue
«Scar Tissue» — первый сингл группы Red Hot Chili Peppers из альбома Californication. Был выпущен в 1999 году и стал одной из самых успешных песен коллектива, продержавшись рекордные 16 недель на вершине чарта Billboard Hot Modern Rock Tracks, а также 10 недель на вершине чарта Mainstream Rock Tracks. Кроме того он достиг восьмой позиции в хит-параде Billboard Hot 100 Airplay и девятой строчки в чарте Billboard Hot 100. В Великобритании песня добилась девятой позиции в местном хит-параде. В 2000 году композиция удостоилась премии Грэмми в номинации «Лучшая рок-песня». Отличительными чертами песни стали «мягкий» гитарный рифф и соло на слайд-гитаре, которое заняло 63-ю строчку в списке ста лучших по версии журнала Guitar World.

## Создание и смысл песни
«Scar Tissue» считается представителем нового, более мелодичного рок-звучания, с которым группа экспериментировала на пластинке Californication (в отличие от психоделического саунда One Hot Minute, и «сухого» фанка на Blood Sugar Sex Magik).
В песне речь идет об Энтони Кидисе и его борьбе с наркотиками, а также о его ссорах. Строчка «Язвительный мистер всезнайка» была намёком на Дэйва Наварро, которого он называл «королём сарказма». «Я готов до Луны на четвереньках ползти» является ссылкой на героиновую зависимость вокалиста, которая сделала его безрассудным в стремлении получить дозу.
Кидис заявил, что идея «Scar Tissue» пришла к нему в тот самый момент, когда он услышал, как другие участники группы играют музыку, и почувствовал, как будто их джем-сейшн сливается в единую мелодию и очевидные слова вдруг появились в его подсознании. В песне он поёт о последствиях наркотиков (особенно героина), и каким образом они могут разрушить чью-то жизнь.
Джон Фрушанте рассказывал, что соло-гитара, звучащая на записи, была вдохновлена песенной техникой, суть которой заключалась во взятии двух нот, которые находятся далеко друг от друга, и исполнении их в ритме.
Текст «Scar Tissue» был написан Энтони Кидисом, вероятно, под влиянием возвращения гитариста Джона Фрушанте. Фрушанте покинул Chili Peppers в 1992 году из-за тяжелой героиновой зависимости (а в 1997 году он чуть не умер). Однако в 1998 году после реабилитации он вернулся в группу, чтобы записать с ними альбом Californication. Тема песни часто интерпретируется как «жизни и воскрешение». «Scar Tissue» удивительно мелодичная композиция, которая контрастирует с более ранними работами Chili Peppers. Это было характерно для нового стиля группы, который сформировался при создании Californication.

## Музыкальное видео
Видеоклип был снят режиссёром Стефаном Седнауи, который также работал над другим видео группы — «Give It Away».
Начальные кадры демонстрируют Джона Фрушанте сидящего за рулём, это метафора возвращения гитариста в группу (он не водит машину в реальной жизни). Все четверо музыканта побиты, потрёпаны и перевязаны. Они едут по обратной стороне дороги на ржавой колымаге и играют на сломанных инструментах. Видео заканчивается после эмоционального тридцатисекундного соло гитариста в момент захода солнца, после чего Фрушанте выбрасывает сломанную гитару. Автомобиль на котором едет группа — кабриолет Pontiac Catalina 1967 года. Считается, что очень похожая концепция была отклонена для видеоклипа на песню «Soul to Squeeze».

## Список композиций

### CD single (1999)
1. «Scar Tissue» (album) — 3:37
2. «Gong Li» (unreleased) — 3:42
3. «Instrumental #1» (unreleased) — 2:48

### CD single (Slipcase) (1999)
1. «Scar Tissue» (album) — 3:37
2. «Gong Li» (unreleased) — 3:42

### Cassette single (1999)
1. «Scar Tissue» (album)
2. «Gong Li» (unreleased)

### Jukebox single
1. «Scar Tissue» (album) — 3:37
2. «Gong Li» (unreleased) — 3:42

## Хит-парады
| Хит-парад (1999)                | Высшая позиция |
| ------------------------------- | -------------- |
| Australian Singles Chart        | 15             |
| Canadian Singles Chart          | 9              |
| Canadian RPM Singles Chart      | 4              |
| Canadian RPM Rock Report        | 1              |
| Dutch Singles Chart             | 38             |
| Finnish Singles Chart           | 16             |
| French Singles Chart            | 66             |
| German Singles Chart            | 75             |
| Irish Singles Chart             | 16             |
| New Zealand Singles Chart       | 3              |
| UK Singles Chart                | 15             |
| US Billboard Hot 100            | 9              |
| US Billboard Adult Top 40       | 11             |
| US Billboard Mainstream Rock    | 1              |
| US Billboard Modern Rock Tracks | 1              |
| US Billboard Top 40 Mainstream  | 12             |
| VH1 Top 10 Video Countdown      | 3              |

| Хит-парад (1999)           | Высшая позиция |
| -------------------------- | -------------- |
| US Billboard Hot 100       | 34             |
| Canadian RPM Singles Chart | 40             |
| Canadian RPM Rock Chart    | 1              |

## Участники записи
- Энтони Кидис — ведущий вокал
- Джон Фрушанте — слайд и ритм-гитара, бэк-вокал
- Фли — бас-гитара, бэк-вокал
- Чэд Смит — ударные, шейкер